# Rexkat

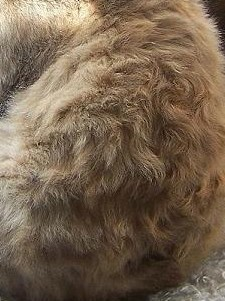
Vacht van een 5 maanden oud German Rex kitten

Rexkatten zijn een aantal verschillende kattenrassen met als gedeeld kenmerk een gekrulde of gegolfde vachtstructuur.

## Kenmerken
Rexkatten onderscheiden zich van andere katten door hun gekrulde vacht. De gekrulde vacht ontstaat door een mutatie in de genen. Rexmutaties ontstaan over de hele wereld, op verschillende tijdstippen onafhankelijk van elkaar. Sommige van deze mutaties zijn dominant verervend en andere vererven recessief. Uit sommige Rexmutaties is een nieuw kattenras ontstaan, terwijl met andere niet is verder gefokt waardoor deze verdwenen. Een aantal Rexmutaties zijn nog als ras in ontwikkeling.

## Naamgeving
De naam Rex werd voor het eerst gegeven aan de Cornish rex en was afgeleid van het Rexkonijn, een konijnenras met een gemuteerde vacht. Dit konijnenras kreeg de naam Rex niet vanwege de gekrulde vacht, maar vanwege de kleur, die sterk deed denken aan een bever; Castor Rex. De naam Rex wordt nu aan alle kattenrassen gegeven met een gekrulde vacht, met als enige uitzondering de LaPerm. Er zijn ook Rexcavia´s, Rexmuizen en Rexhamsters, deze rassen zijn ook gebaseerd op een gekrulde vachtmutatie.

Verschillende soorten Rexvachten
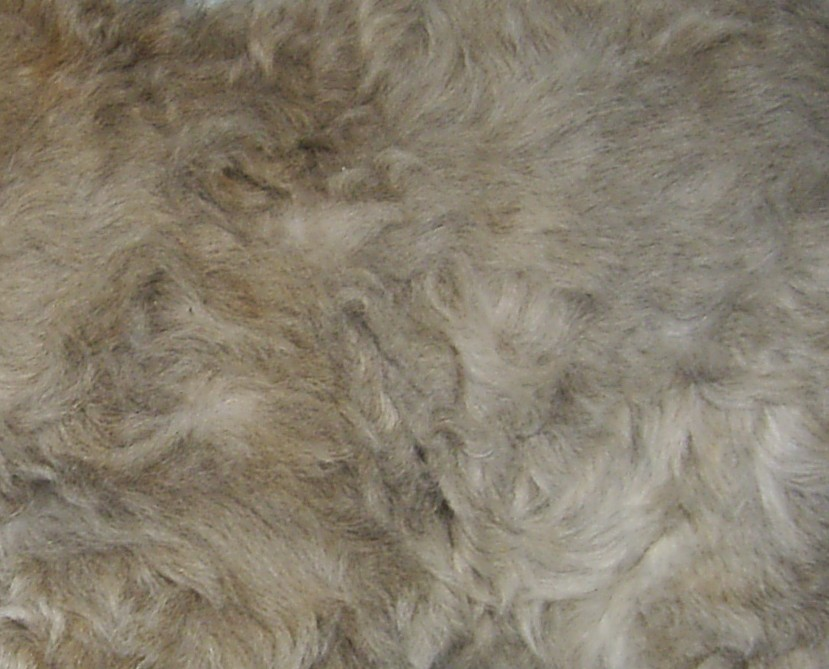
Vacht van een 9 weken oud German Rex kitten
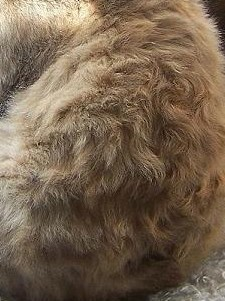
Vacht van een 5 maanden oud German Rex kitten
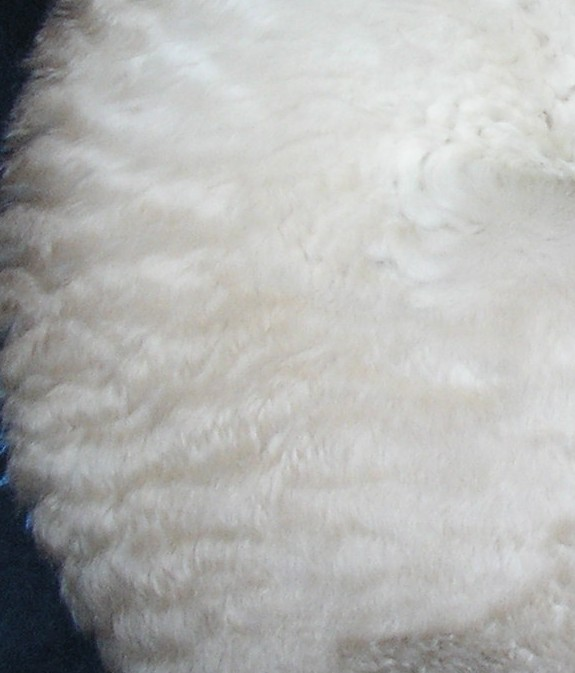
Vacht van een Cornish Rex kitten
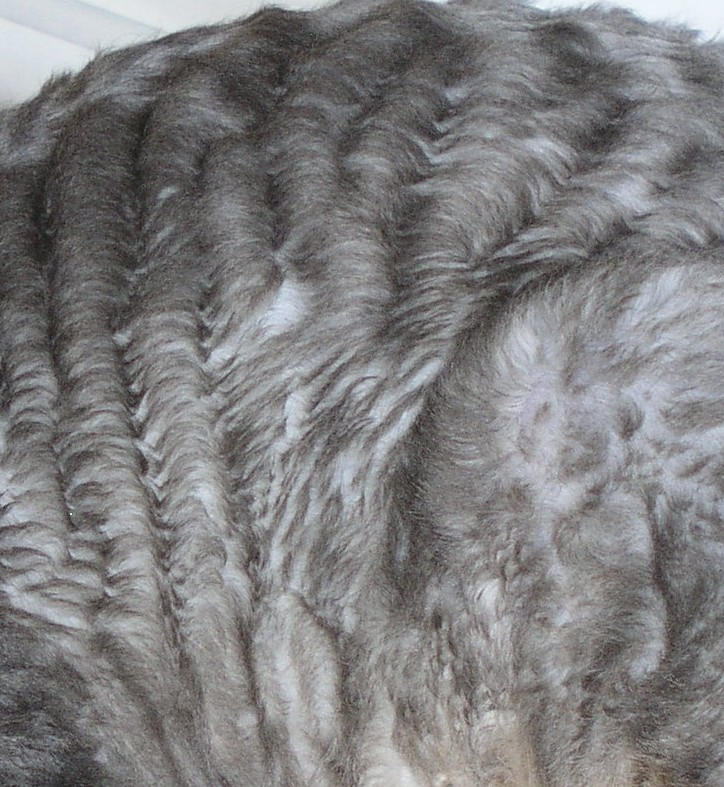
Vacht van een volwassen Cornish Rex
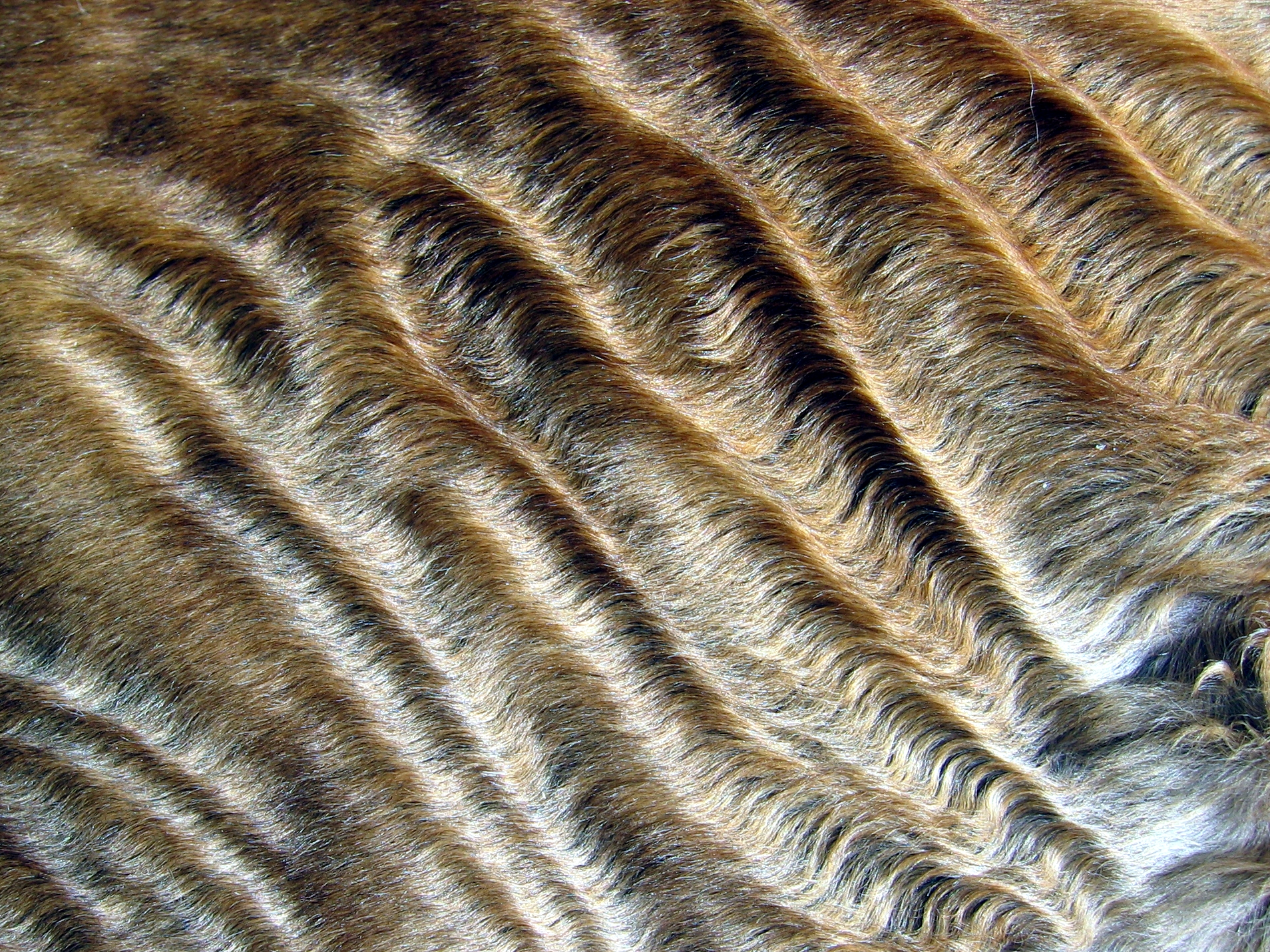
Vacht van een volwassen Devon Rex

## Verschillende genen en uiterlijk

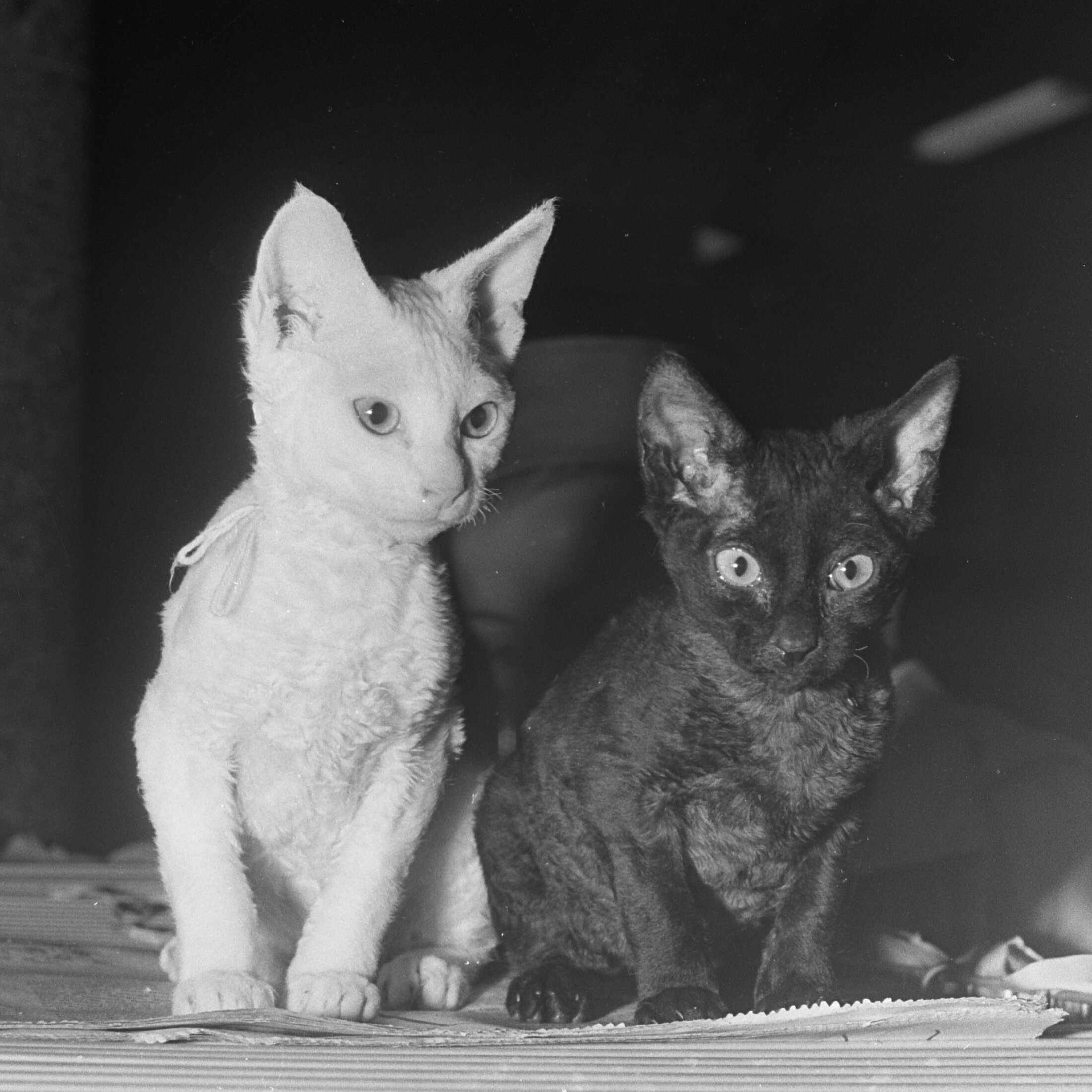
De eerste Cornish of/en Devon Rexkatten in Nederland meegebracht uit Denemarken naar een kattententoonstelling in Amsterdam (1967)

De verschillende soorten Rexkatten mogen niet onderling worden gekruist. De meeste rassen zijn ook niet aan elkaar verwant, waardoor nakomelingen uit een kruising van twee verschillende soorten Rexkatten een normale gladharige vacht hebben. De tot nu toe enige uitzondering hierop zijn de Cornish rex en de German rex: hoewel ontstaan op twee verschillende plaatsen, de één in Engeland en de ander in Duitsland, bleken zij -na een testkruising in 1970 in de Verenigde Staten- genetisch dezelfde mutatie te zijn. De Boheemse rex is ontstaan uit de German rex, waardoor ook deze variëteit verwant is. Het uiterlijk en de vacht van de verschillende Rexkatten rassen verschillen van elkaar. Bij sommige Rexkatten rassen ontbreken de langere dekharen, de vacht bestaat alleen uit de kortere kroon- en donsharen en is fijn, dun en voelt zacht aan. Bij andere Rexkatten rassen zijn alle drie de vachttypen aanwezig, maar zijn zij korter en vervormd en voelen stugger aan. Weer andere hebben een dikkere en/of langere vacht. Bij de verschillende soorten Rexkatten kan de vacht variëren van een kort gladaanliggend wasbordje tot een rommelig gekrulde vacht. Ook de snorharen en wimpers zijn bij sommige Rexkatten gekruld, bij andere gewoon recht. Soms zijn de wimpers en snorharen korter dan normaal.

## Allergie
Een wijdverbreid misverstand is dat Rexkatten geschikt zouden zijn voor mensen met een kattenallergie. Dit berust op het feit dat een aantal Rexkattenrassen minder verharen dan katten met een normale gladharige vacht. Een kattenallergie ontstaat echter niet alleen door de haren van een kat, maar kan ook ontstaan door de huidschilfers, talg, bloed en ontlasting van de kat. Slechts een klein aantal mensen met een kattenallergie blijkt geen of weinig reactie te hebben van Rexkatten, waarbij de mate van reactie kan verschillen per ras en per individueel dier.

## Rexmutaties wereldwijd
Over de hele wereld zijn op verschillende tijdstippen katten gevonden met een gekrulde vacht.
| Jaartal | Plaats                  | Naam           | Vacht                                                                                        | Bijzonderheden |
| ------- | ----------------------- | -------------- | -------------------------------------------------------------------------------------------- | --- |
| 1930    | Köningsberg Duitsland   | Pruisische Rex | Halflangharig, gegolfd, zonder dek- of kroonharen.                                           | Niet planmatig mee verder gefokt. Waarschijnlijk verwant aan de German Rex                                                              |
| 1947    | Berlijn Duitsland       | German Rex     | Kortharig, gekruld of gegolfd, zonder dek- of kroonharen.                                    | Recessieve vachtmutatie. Als ras erkend in 1982.                                                                                        |
| 1950    | Cornwall Engeland       | Cornish Rex    | kortharig, gegolfd, zonder dek- of kroonharen.                                               | Recessieve vachtmutatie. Als ras erkend in 1967.                                                                                        |
| 1953    | Ohio VS                 | Ohio Rex       | Kortharig, gegolfd.                                                                          | Recessieve vachtmutatie. Waarschijnlijk verdwenen.                                                                                      |
| 1959    | Oregon VS               | Oregon Rex     | Kortharig gegolfd.                                                                           | Recessieve vachtmutatie. Op kleine schaal mee verder gefokt.                                                                            |
| 1959    | Californië VS           | California Rex | Halflangharig, gegolfd.                                                                      | Recessieve vachtmutatie. Gekruist met de Cornish Rex, niet als apart ras ontwikkelt.                                                    |
| 1960    | Devonshire Engeland     | Devon Rex      | Kortharig, gekruld of gegolfd, alle haartypen aanwezig.                                      | Recessieve vachtmutatie. Als ras erkend in 1967.                                                                                        |
| 1960    | Zaandam Nederland       | Dutch Rex      | Kortharig, kroezig, met kale plekken.                                                        | Dominante vachtmutatie. Op zeer kleine schaal korte tijd gefokt, waarschijnlijk verdwenen.                                              |
| 1982    | The Dalles, Oregon VS   | LaPerm         | kortharig en langharig, gekruld of gegolfd, alle haartypen aanwezig. Kittens zijn soms kaal. | Dominante vachtmutatie. Nog niet bij alle verenigingen erkend.                                                                          |
| 1987    | Montana VS              | Selkirk Rex    | Kortharig en langharig. Losse krullen, pluizige dikke vacht.                                 | Dominante vachtmutatie. Als ras erkend in 1991.                                                                                         |
| 1988    | Jekaterinenburg Rusland | Ural Rex       | Kortharig en langharig. Dikke vacht met duidelijke losse krullen.                            | Recessieve vachtmutatie. Als ras erkend in 1991.                                                                                        |
| 2004    | Tennessee VS            | Tennessee Rex  | Kortharig en langharig. Spiraalvormige krullen, vooral op plaatsen waar het haar langer is.  | Recessieve vachtmutatie. Bij een aantal Tennessee Rexen is een tweede vachtmutatie opgetreden; de satijnvacht. Als ras in ontwikkeling. |

## Rexkatten rassen
- Boheemse rex
- Cornish rex
- Devon rex
- Dutch rex
- German rex
- LaPerm
- Selkirk rex
- Ural rex

Voorbeelden van verschillende soorten Rexkatten
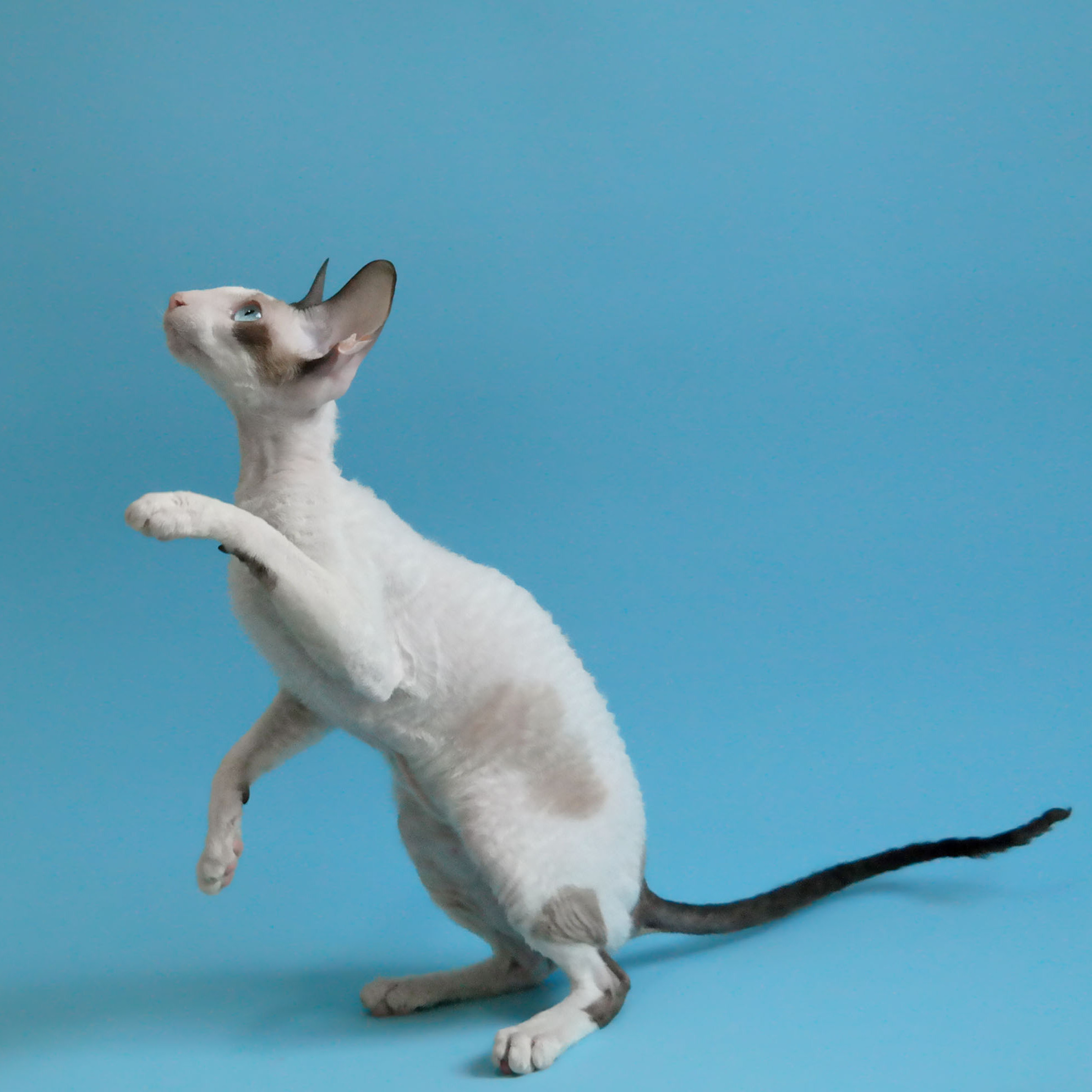
Cornish Rex
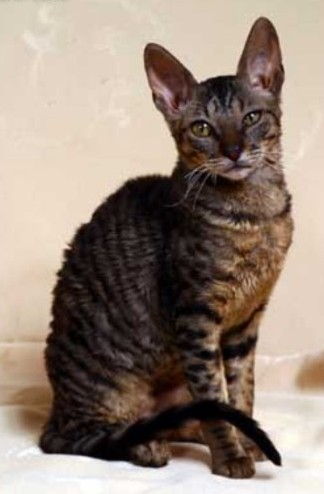
Cornish Rex
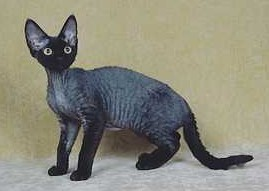
Devon Rex
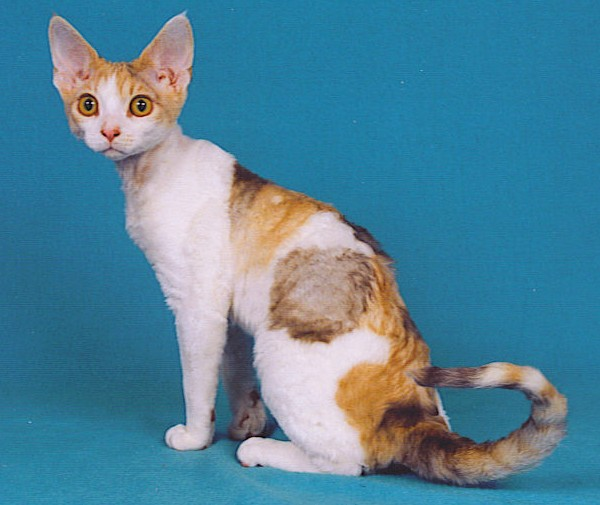
Devon Rex
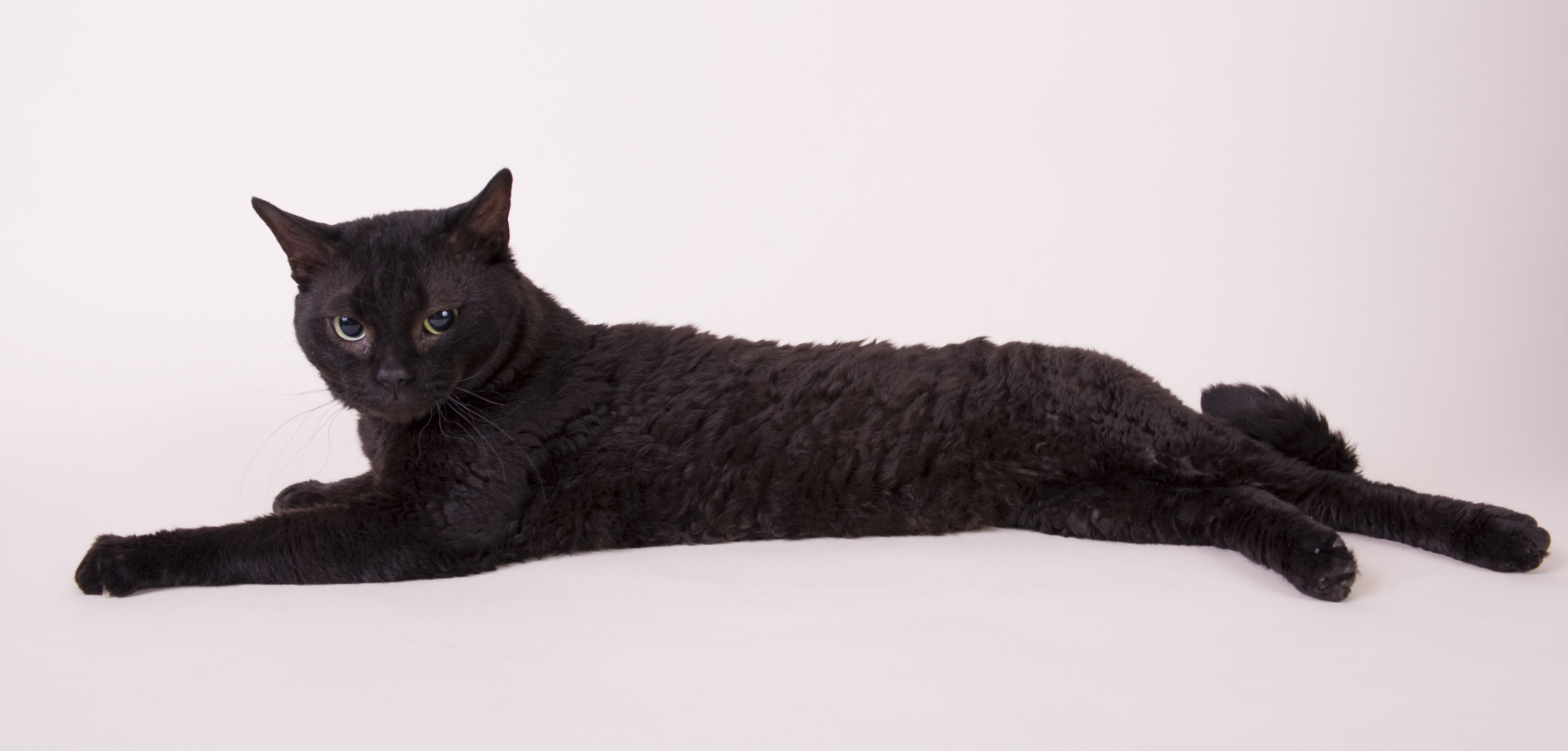
German rex
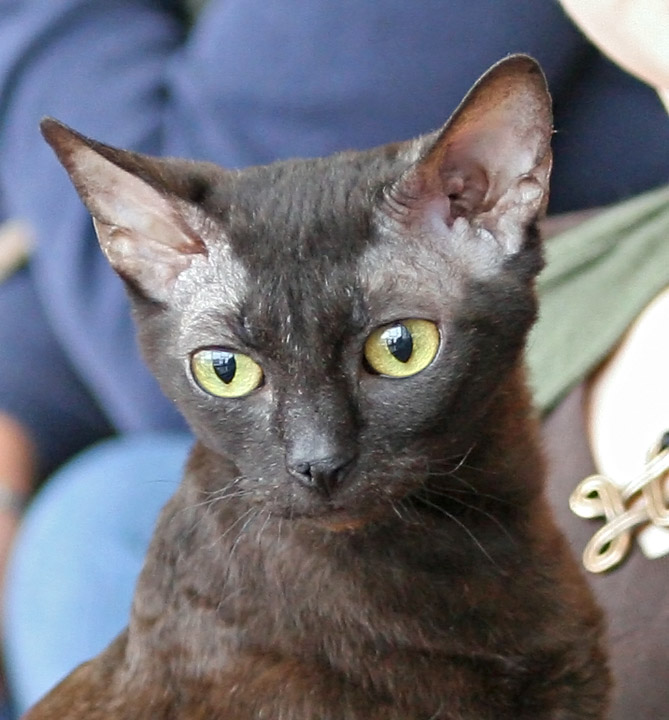
German rex
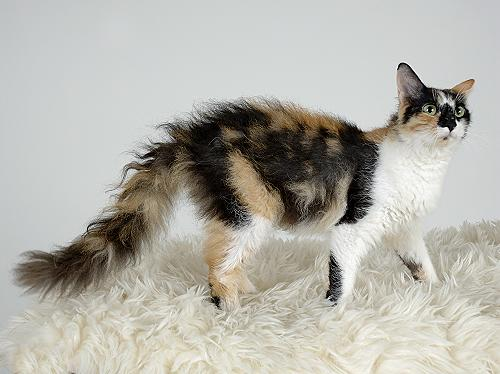
LaPerm
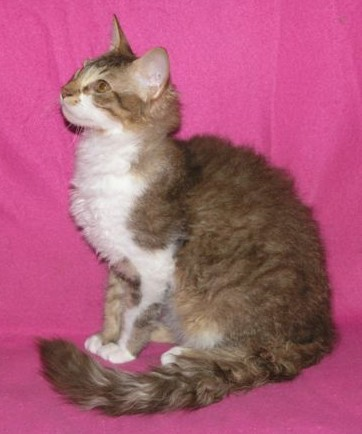
LaPerm
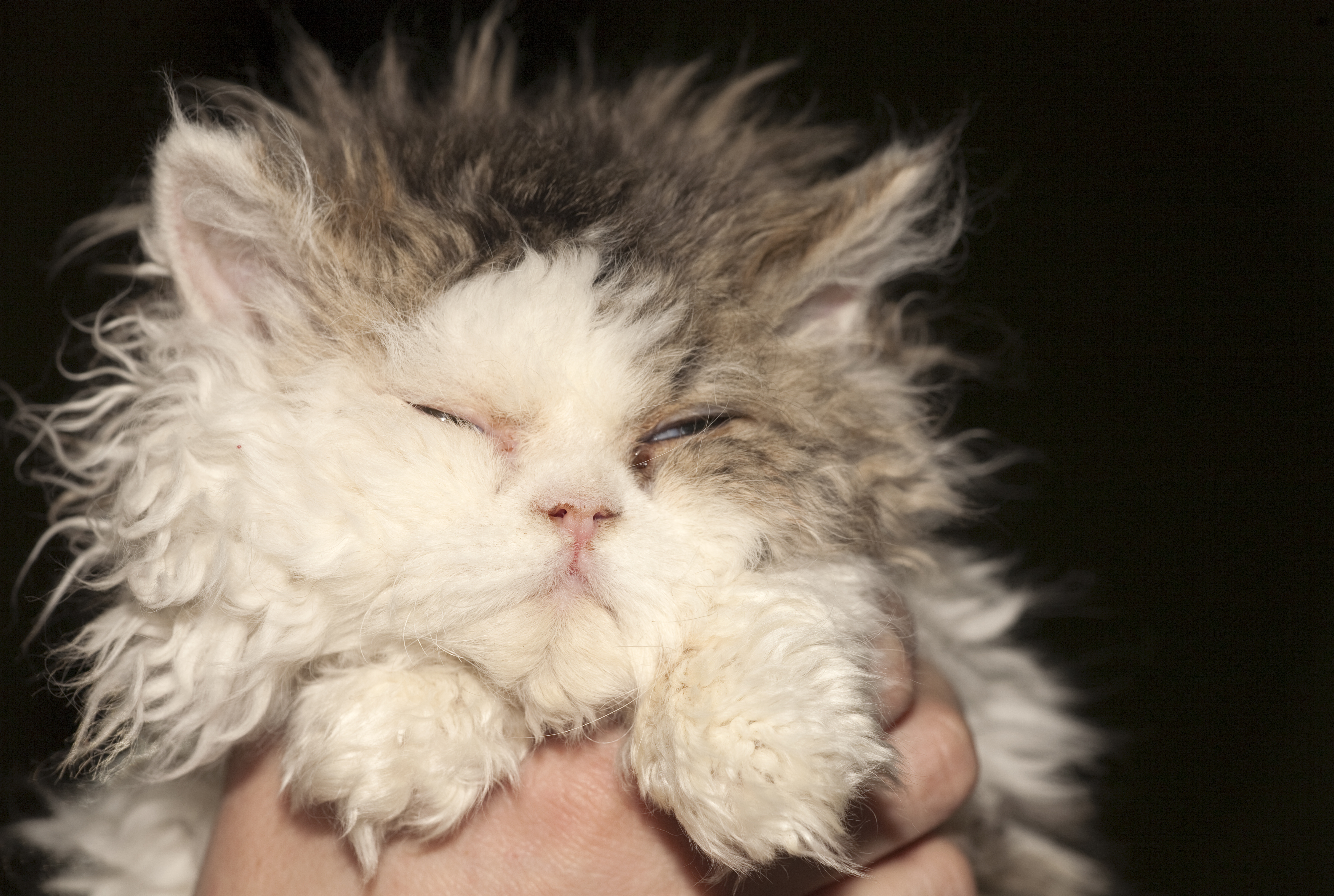
Selkirk Rex
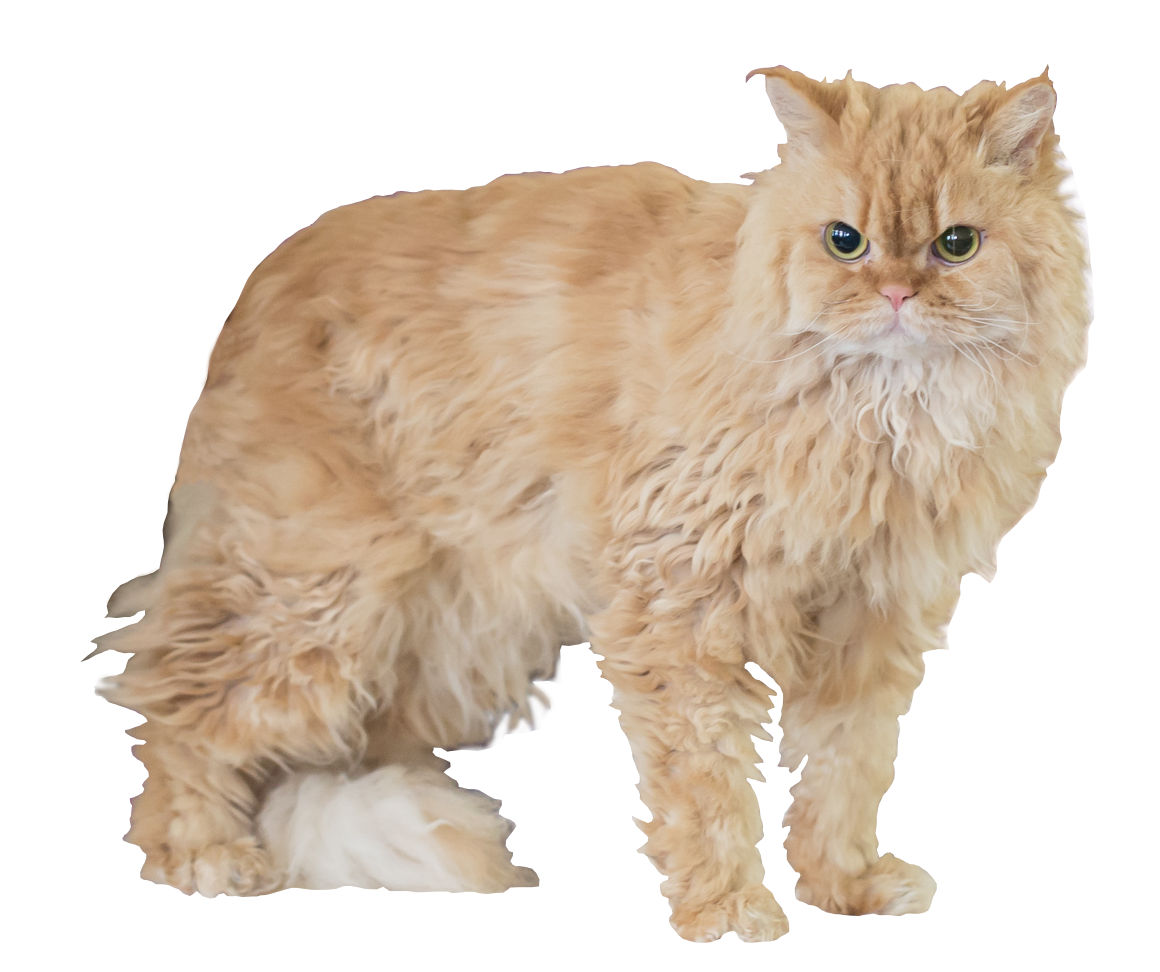
Langharige Selkirk Rex
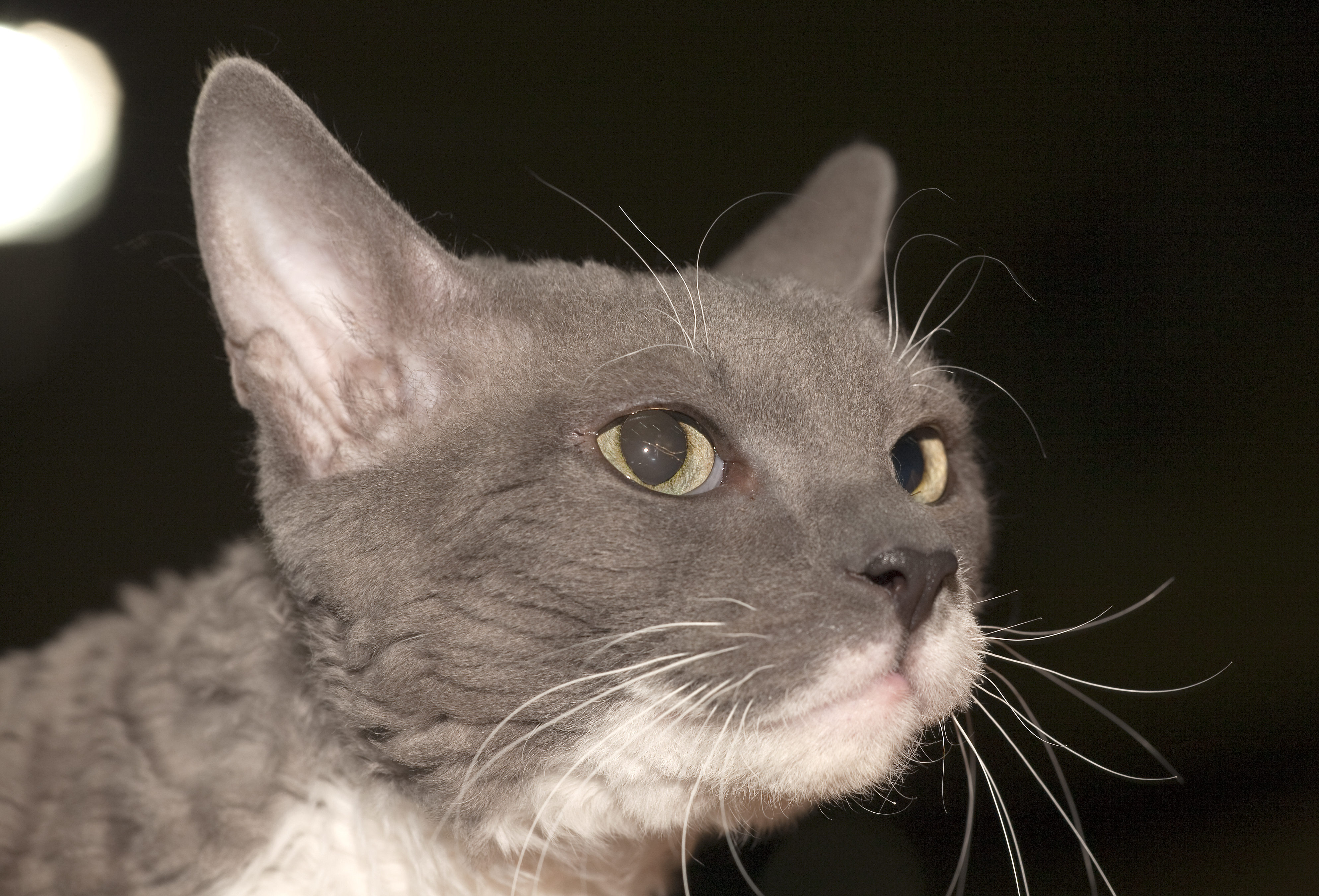
Ural rex